# Diada de Santa Tecla
La diada castellera de Santa Tecla se celebra el dia 23 de setembre i ocupa el migdia del dia central de les festes de Santa Tecla de Tarragona. En aquesta actuació castellera es reuneixen les quatre colles de la ciutat de: els Xiquets de Tarragona, la Colla Jove Xiquets de Tarragona, els Xiquets del Serrallo i els Castellers de Sant Pere i Sant Pau.

## Història i fites
La diada de Santa Tecla és la diada més antiga celebrada a Tarragona i una de les més antigues del món casteller. La presència de construccions humanes a les festes està documentada des del segle XVII. En un origen, les actuacions castelleres tenien lloc a la plaça de les Cols, actualment Santiago Rusiñol, la plaça principal de la ciutat i propera a l'Antic Ajuntament de Tarragona, seu de la corporació municipal fins al 1863. A partir d'aquell any, amb el trasllat de l'Ajuntament al Palau Municipal, l'actuació del dia de la patrona quedà ubicada a la plaça de la Font.
Durant els dos primers terços del segle xix, existien a Tarragona dues colles castelleres locals, la dels Pagesos i la dels Pescadors, actives fins a la Tercera Guerra Carlina, que compartien escenari amb les colles vallenques. Durant els anys àlgids de la Primera època d'or, tant la Colla Nova dels Xiquets de Valls com la Colla Vella dels Xiquets de Valls van completar tota la gamma de castells de l'època a excepció del 5 de 9 amb folre. L'any 1883, la inauguració de la Plaça de braus de Tarragona va fer minvar el pressupost destinat a les colles i, en conseqüència, va baixar el nivell casteller de la ciutat.  L'any 1885, castellers locals es van agrupar, primer, en dues colles locals i, posteriorment, en una de sola: els Xiquets de Tarragona - Colla de la Mercè. La vida de l'agrupació va ser breu, però antics components van continuar fent castells amb les colles vallenques i impulsant la creació, el 1926, dels Xiquets de Tarragona, que el 1931 es dividí entre la Colla Vella dels Xiquets de Tarragona i la Colla Nova dels Xiquets de Tarragona.
Les colles castelleres que han pres part en l'actuació des de 1926 han estat les locals a excepció de l'any 1951, quan l'ajuntament no es ficà d'acord amb les colles i es van contractar els Nens del Vendrell i les dues colles dels Xiquets de Valls.
Les principals fites viscudes a la diada de Santa Tecla han estat:
- 1851: primer castell de 9 descarregat de la història: 3de9f - Colla Nova dels Xiquets de Valls.
- 1947: primer castell de 8 de la Colla Vella dels Xiquets Tarragona: 4de8 descarregat. El castell fou polèmic perquè comptà amb l'ajuda de castellers dels Nens del Vendrell.
- 1954: primer castell de 8 de la Colla Nova de Sant Magí: 4de8 carregat.
- 1990: primer castell amb folre d'una colla tarragonina: Colla Jove Xiquets de Tarragona, 2de8f carregat.
- 1993: primer castell de 9 d'una colla tarragonina: Colla Jove Xiquets de Tarragona, 4de9f carregat.
- 1994: primera tripleta màgica d'una colla tarragonina: Colla Jove Xiquets de Tarragona (5de8, 4de9f, 3de9f).
- 2011: primer castell de gamma extra d'una colla tarragonina: Colla Jove Xiquets de Tarragona, 5de9f carregat.
- 2018: primer castell de 10 vist a la diada de Santa Tecla: Colla Jove Xiquets de Tarragona, 3de10fm carregat.

## Edicions de la diada

### Antecedents històrics (1687-1870)
La primera referència a torres humanes amb motiu de Santa Tecla és de 1687, en què fou contractat el ball de Valencians de Bràfim. El 1692 està documentada la presència d'un grup del Regne de València que pujaven uns sobre els altres formant una campana. El 1706 ja hi ha presència d'un ball de Valencians local, el de la confraria de fadrins menestrals, i el 1746 ja es compta amb dues colles tarragonines que rivalitzen. A mitjans de Segle XVIII, el baró de Maldà visita Tarragona i fa la descripció següent de la festa, evocant records anteriors, en què havia vist castells.
En este matí, festa major en la ciutat de Tarragona, no ha estat tan alegre, vista la dels antecedents anys, per no haver-hi hagut, per motiu de les pregàries, cap diversió de balls dels titans, dels prims, dels valencians i altres en Tarragona, que corrien ab los de bastons per la ciutat, i en la tarda acudien a la professó de Santa Tecla, i l’habilitat de castells o sostres de gent ab un noi al capdamunt fent-hi figuereta.

Rafael d'Amat i de Cortada, Calaix de sastre
La denominació ball de Valencians es va mantindre viva fins ben entrat el Segle XIX, quan va ser substituït progressivament per Xiquets de Valls. El 1841, la colla de Pescadors assolí el 3de8 i el 2de8f i la de Pagesos el 3de8. El 1851 es va descarregar el primer castell de 9 de la història dels castells. El 1862, darrer any en què la diada se celebrà a la plaça de les Cols, la Colla Vella dels Xiquets de Valls hi feu el 3 de 8 per sota.

### Dècades de 1870 i 1880
El 1873 les colles de Valls no foren contractades, mentre que l'any següent la festa es va haver de cancel·lar arran de l'aiguat de Santa Tecla. La presència de colles contractades està documentada durant els deu anys posteriors. El 1876, les colles aixecaren sengles 3de9f a la plaça de la Font, fet que es repetí l'any següent, en què també es feren el 2de8f i el Pde7f. A partir de 1878 i fins al 1883 es compta amb les cròniques que Ramon Roca i Vilà enviava al diari local La Opinión, en què es descriuen amb gran detall els castells que s'aixecaven durant la festa major. El 1878 la Vella hi completà el 4de9f, en una actuació on també hi actuà una colla de Montblanc. El 1879 la crònica descriu com els castells foren, per la Colla Nova: 4de9f, 5de8c, id5de8, 2de8f i pde7f, mentre que per a la Vella, que resultà guanyadora: 4de9f, 5de8, 9de7 sense acotxadors, pde7f, 4de8 i pde6 amb una sola mà. L'any següent, les dues colles van fer la mateixa actuació: 3de9f, 4de9f, 2de8f i pilar de 7, que la Vella feu aguantat amb una mà. La mateixa colla Vella descarregà posteriorment el Pilar de 6 sense aguantar el terç.
El 1881 no es documenten els castells del dia 23, però sí els de la Mercè, actuació en què es descarregà el primer 4 de 9 net de la història. L'any següent, l'únic castell de 9 fou a càrrec de la Colla Vella. El 1883, arran de la inauguració de la plaça de braus, el pressupost destinat als Xiquets es reduí enormement. Segons la crònica de Ramon Roca Vilà, la Nova va fer: 3de8, 4de7, 2de6, pde5, i3de7ps i 3de7ps aixecat i baixat per sota. La Vella va fer 3de7,4de7, 2de6, pde5, però sentint-se derrotada va abandonar la plaça.·El 1884 i 1885 no se celebraren festes a causa del còlera. En aquest darrer any, es passaren a l'octubre i comptaren amb la Vella i la Colla de la Mercè de Tarragona, que s'havia format aquell estiu per poder aixecar castells mentre la ciutat estava confinada. La vida de la Colla de la Mercè s'allargà fins al 1897.

### Decadència
El procés de decadència dels castells que va començar a finals del segle xix va ser especialment marcat a Tarragona, la capital provincial. A partir del 1886 hi ha poques referències dels castells, només de saltejades. El 1899 es fa el 4de7, el 1900 es fan el 3de7, el 4de7 i castells de 6. El 1901 es contracten 3 colles, la Vella de Rabassó, la Vella de l'Escolà i la Nova. La Vella de Rabassó va prometre intentar el 3de9f, però segurament no es va dur a terme. Es fan el 5de7, 4de8, i castells bàsics de 7.
Los aficionados á los Xiquets de Valls, están de enhorabuena. Anoche [18 de setembre] quedó contratada la Colla Vella y como ya se había firmado el contrato con la Colla Nova y la Colla del Escolà, serán tres las Collas dispuestas á hacer un verdadero tour de force, pues la Colla Vella, según tenemos entendido probará el tres de nou
Diario del Comercio, 19/9/1901
Del 1902 al 1911 no hi ha referències dels castells per festa major, només algun any es du a terme el pilar caminant del dia de la Mercè. El 1912 es fa el 3de7 i fins al 1922 no es fan castells, any en què es fan castells de 6. No es tornen a fer castells fins al 1926.

### Dècada del 1920
Any 1926
| Colla                | 1a ronda | 2a ronda | 3a ronda | Ronda de pilars |
| -------------------- | -------- | -------- | -------- | --------------- |
| Xiquets de Tarragona | 3de6     | 4de6     | 2de5     | pde4            |

Any 1927
Els Xiquets de Tarragona carregaren el seu primer 4de7.
Any 1928
Castells de 6 no documentats.
Any 1929
Els Xiquets de Tarragona descarregaren el seu primer 4de7.

### Dècada del 1930
Any 1930
| Colla                | 1a ronda | 2a ronda | 3a ronda | Ronda de pilars |
| -------------------- | -------- | -------- | -------- | --------------- |
| Xiquets de Tarragona | 3de7     | 4de7     | 2de6     | pde5 (c)        |

Any 1931
| Colla                | 1a ronda | 2a ronda | 3a ronda | Ronda de pilars |
| -------------------- | -------- | -------- | -------- | --------------- |
| Xiquets de Tarragona | 3de7     | 4de7     | 2de6     | pde5            |

Any 1932
| Colla                                 | 1a ronda | Ronda de repetició | 2a ronda | 3a ronda | 4a ronda | Ronda de pilars |
| ------------------------------------- | -------- | ------------------ | -------- | -------- | -------- | --------------- |
| Colla Vella dels Xiquets de Tarragona | 3de7 (i) | 3de7               | 4de7     | 2de6     | 3d6ps    | pde5, pd4       |
| Colla Nova dels Xiquets de Tarragona  | 3de7 (i) | 3de7               | 4de7     | 2de6 (i) |          | pde5, pd4       |

Any 1933
| Colla                                 | 1a ronda | 2a ronda | 3a ronda | Ronda de pilars |
| ------------------------------------- | -------- | -------- | -------- | --------------- |
| Colla Vella dels Xiquets de Tarragona | 2de6     | 3de6s    | 4de6a    | -               |

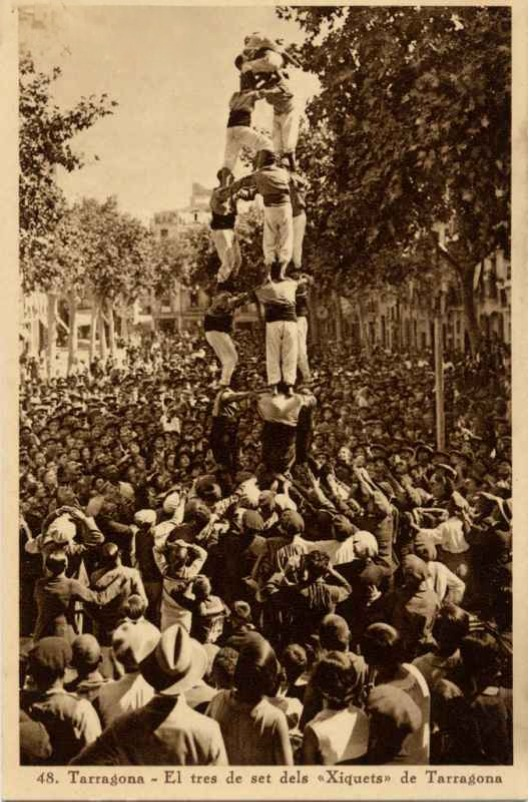
3de7 dels Xiquets de Tarragona durant la diada de Santa Tecla de 1930.

Actuació de la Colla Nova no documentada.
Any 1934
No s'aixecaren castells per decisió municipal:

L'Ajuntament, amb molt recte criteri, considerant que és innegablement millor època el mes de juny que ara per tal de celebrar grans festes de caràcter popular amb vistes a l'atracció de forasters i no tenint consignada en pressupost quantitat suficient per subvenir a les despeses de dues festes d’importància, ha decidit enguany no organitzar cap programa de festejos de festa major.
Diari de Tarragona, 25/9/1934

Any 1935
Cal suposar que la Colla Vella va ser ajudada per castellers forans, segurament vendrellencs.
| Colla                                 | 1a ronda | 2a ronda | 3a ronda | 4a ronda | 5a ronda | Ronda de pilars |
| ------------------------------------- | -------- | -------- | -------- | -------- | -------- | --------------- |
| Colla Vella dels Xiquets de Tarragona | 4de8 (i) | 2de7     | 3de7s    | 5de7     | 4de7a    | pde5            |

Anys 1936-1938
No se celebraren festes de Santa Tecla a causa de la Guerra Civil Espanyola
Any 1939
| Colla                                 | 1a ronda | 2a ronda | 3a ronda | Ronda de pilars |
| ------------------------------------- | -------- | -------- | -------- | --------------- |
| Colla Vella dels Xiquets de Tarragona | 3de7     | 4de7     | 2de6     | pde5            |

### Dècada del 1940
Any 1940
| Colla                                 | 1a ronda | 2a ronda | 3a ronda | Ronda de pilars |
| ------------------------------------- | -------- | -------- | -------- | --------------- |
| Colla Vella dels Xiquets de Tarragona | 3de7     | 4de7     | 2de6     | pde5            |

Any 1941
| Colla                                 | 1a ronda | 2a ronda | Ronda de repetició | 3a ronda | Ronda de repetició | Ronda de repetició | Ronda de pilars |
| ------------------------------------- | -------- | -------- | ------------------ | -------- | ------------------ | ------------------ | --------------- |
| Colla Vella dels Xiquets de Tarragona | 5de7     | 3de7 (i) | 3de7               | 4de8 (i) | 4de8 (i)           | 4de7               | pde5            |

Any 1942
| Colla                                 | 1a ronda | Ronda de repetició | 2a ronda | 3a ronda | Ronda de pilars |
| ------------------------------------- | -------- | ------------------ | -------- | -------- | --------------- |
| Colla Vella dels Xiquets de Tarragona | 4de8 (i) | 4de7a              | 3de7     | 3de6s    | pde5            |

Any 1943
| Colla                                 | 1a ronda | 2a ronda  | Ronda de repetició | 3a ronda | Ronda de pilars |
| ------------------------------------- | -------- | --------- | ------------------ | -------- | --------------- |
| Colla Vella dels Xiquets de Tarragona | 4de7a    | 3de7s (i) | 3de7s (c)          | 2de6     | pde5            |

Any 1944
| Colla                                 | 1a ronda | 2a ronda | Ronda de repetició | 3a ronda | Ronda de repetició | 4a ronda | Ronda de pilars |
| ------------------------------------- | -------- | -------- | ------------------ | -------- | ------------------ | -------- | --------------- |
| Colla Vella dels Xiquets de Tarragona | 4de7a    | 5de7 (i) | 3de7s              | 2de7 (i) | 2de6               | 3de6 net | pde5            |

Any 1945
Està únicament documentat un 4de7 amb l'agulla.
Any 1946
Està únicament documentat un 4de7 net. El dia següent sí que es va fer una actuació completa.
Any 1947
| Colla                                 | 1a ronda | 2a ronda | Ronda de repetició | 3a ronda | Ronda de pilars |
| ------------------------------------- | -------- | -------- | ------------------ | -------- | --------------- |
| Colla Vella dels Xiquets de Tarragona | 4de8     | 2de7 (i) | 2de6               | 3de7     | pde5            |

Any 1948
| Colla                                 | 1a ronda | 2a ronda | 3a ronda | Ronda de pilars |
| ------------------------------------- | -------- | -------- | -------- | --------------- |
| Colla Vella dels Xiquets de Tarragona | 4de7p    | 3de7     | 2de7     | pde5            |

Any 1949
| Colla                                 | 1a ronda | Ronda de repetició | 2a ronda | 3a ronda | Ronda de pilars |
| ------------------------------------- | -------- | ------------------ | -------- | -------- | --------------- |
| Colla Vella dels Xiquets de Tarragona | 3de7 (i) | 3de7               | 4de7     | 2de6     | pde5            |

### Dècada del 1950
Les actuacions anteriors d'aquesta dècada no estan documentades.
Any 1950
| Colla                                 | 1a ronda | 2a ronda | 3a ronda | Ronda de pilars |
| ------------------------------------- | -------- | -------- | -------- | --------------- |
| Colla Vella dels Xiquets de Tarragona | 3de7     | 4de7     | 2de6     | pde5            |

Any 1951
Arran de les desavinences entre l'Ajuntament i els Xiquets tarragonins, es va optar per la contractació de les dues colles de Valls i la del Vendrell. Millor actuació del segle XX per Santa Tecla fins als anys 80.
| Colla                             | 1a ronda | 2a ronda | 3a ronda | Ronda de pilars |
| --------------------------------- | -------- | -------- | -------- | --------------- |
| Muixerra de Valls                 | 2de7     | 4de8     | 3de7s    | pde5            |
| Colla Vella dels Xiquets de Valls | 5de7 (c) | 3de7     | 2de7 (c) | pde5            |
| Nens del Vendrell                 | 4de8     | 2de7 (c) | 3de8 (i) | pde5            |

Any 1952
| Colla                                 | 1a ronda  | 2a ronda | 3a ronda | Ronda de pilars | Ronda de pilars | Ronda de pilars |
| ------------------------------------- | --------- | -------- | -------- | --------------- | --------------- | --------------- |
| Colla Vella dels Xiquets de Tarragona | 4de7p (c) | 3de7     | 2de6     | pde5 (i)        | pde5 (i)        | pde5            |
| Colla Nova dels Xiquets de Tarragona  | 3de7      | 4de7     | 2de6     | pde5            | —               | —               |

Any 1953
| Colla                                 | 1a ronda  | Ronda de repetició | 2a ronda | 3a ronda | Ronda de pilars | Ronda de pilars | Ronda de pilars |
| ------------------------------------- | --------- | ------------------ | -------- | -------- | --------------- | --------------- | --------------- |
| Colla Vella dels Xiquets de Tarragona | 3de7s     | —                  | 4de7a    | 2de6     | pde5            | —               | —               |
| Colla Nova de Sant Magí               | 3de7s (i) | 3de7s (i)          | 4de7     | 2de6     | pde5s           | pde5 (i)        | pde5            |

Any 1954
| Colla                                 | 1a ronda | 2a ronda | Ronda de repetició | Ronda de pilars |
| ------------------------------------- | -------- | -------- | ------------------ | --------------- |
| Colla Vella dels Xiquets de Tarragona | 3de7     | —        | —                  | pde5            |
| Colla Nova de Sant Magí               | 4de8 (c) | 2de7 (i) | 3de7               | pde5            |

Any 1955
| Colla                                 | 1a ronda | 2a ronda | Ronda de pilars | Ronda de pilars |
| ------------------------------------- | -------- | -------- | --------------- | --------------- |
| Colla Vella dels Xiquets de Tarragona | 3de7     | 4de7     | pde5 (i)        | pde5            |
| Colla Nova de Sant Magí               | 3de7     | 4de7     | pde5 (i)        | pde5            |

Any 1956
| Colla                                 | 1a ronda   | Ronda de repetició | 2a ronda | 3a ronda | Ronda de pilars |
| ------------------------------------- | ---------- | ------------------ | -------- | -------- | --------------- |
| Colla Vella dels Xiquets de Tarragona | 3de7ps (i) | 3de7ps             | 4de7p    | 2de6     | pde5            |
| Colla Nova de Sant Magí               | 3de7       | —                  | 4de7     | 2de6     | pde5            |

Any 1957
| Colla                                 | 1a ronda | Ronda de repetició | Ronda de pilars |
| ------------------------------------- | -------- | ------------------ | --------------- |
| Colla Vella dels Xiquets de Tarragona | 4de7p    | —                  | pde5            |
| Colla Nova de Sant Magí               | 5de7 (i) | 5de7               | pde5            |

Any 1958
| Colla                                 | 1a ronda  | Ronda de repetició | 2a ronda | Ronda de pilars |
| ------------------------------------- | --------- | ------------------ | -------- | --------------- |
| Colla Vella dels Xiquets de Tarragona | 3de7      | —                  | 4de7     | pde5            |
| Colla Nova de Sant Magí               | 4de7p (i) | 4de7               | 2de6     | pde4            |

Any 1959
| Colla                                 | 1a ronda | 2a ronda | 3a ronda | Ronda de pilars |
| ------------------------------------- | -------- | -------- | -------- | --------------- |
| Colla Vella dels Xiquets de Tarragona | 3de7ps   | 4de7     | 3de7 (i) | pde5ps          |
| Colla Nova de Sant Magí               | 3de7     | 4de7     | 2de6     | pde5ps          |

### Dècada del 1960
Any 1960
Arran de les tensions entre les dues colles i l'Ajuntament per temes econòmics, les dues colles plantaren un únic castell en solitari el dia 23 de setembre davant l'ajuntament. Les dues colles, conjuntament, intentaren dues vegades el 4de8.
| Colla                    | 1a ronda | Ronda de repetició |
| ------------------------ | -------- | ------------------ |
| Colla Vella i Colla Nova | 4de8 (i) | 4de8 (i)           |

| Colla                                 | 1a ronda | Ronda de pilars | Ronda de pilars |
| ------------------------------------- | -------- | --------------- | --------------- |
| Colla Vella dels Xiquets de Tarragona | 4de7     | Pde5ps, pd4     | —               |
| Colla Nova de Sant Magí               | 4de7     | Pde6 (i)        | Pde5, pd4       |

Any 1961
Es tornaren a repetir els intents conjunts de castells superiors.
| Colla                                 | 1a ronda | Ronda de pilars |
| ------------------------------------- | -------- | --------------- |
| Colla Vella dels Xiquets de Tarragona | 4de7 (c) | Pde5 (i)        |
| Colla Nova de Sant Magí               | 4de7     | Pde5            |

| Colla                    | 1a ronda  | Ronda de repetició | 2a ronda |
| ------------------------ | --------- | ------------------ | -------- |
| Colla Vella i Colla Nova | 3de7s (i) | 3de7s              | 4de7a    |

Any 1962
La Colla Nova estava en un procés de reorganització, mentre que la Colla Vella sí que se sap que va actuar amb el 3de7 i el 4de7 com a millors castells.

Escut dels Xiquets de Tarragona

Any 1963
| Colla                                 | 1a ronda | 2a ronda | 3a ronda | Ronda de pilars |
| ------------------------------------- | -------- | -------- | -------- | --------------- |
| Colla Vella dels Xiquets de Tarragona | 4de7     | 3de7 (c) | 2de6 (c) | pde5            |

Any 1964
| Colla                                 | 1a ronda | 2a ronda | 3a ronda | Ronda de pilars |
| ------------------------------------- | -------- | -------- | -------- | --------------- |
| Colla Vella dels Xiquets de Tarragona | 2de6     | 3de7 (c) | 4de7 (c) | pde5            |
| Colla Nova de Sant Magí               | 3de7 (i) | —        | —        | pde5 (c)        |

Any 1965
| Colla                                 | 1a ronda | 2a ronda | 3a ronda | Ronda de repetició | Ronda de pilars |
| ------------------------------------- | -------- | -------- | -------- | ------------------ | --------------- |
| Colla Vella dels Xiquets de Tarragona | 2de6     | 4de7     | 3de7     | —                  | pde5            |
| Colla Nova de Sant Magí               | 2de6     | 3de7 (c) | 4de7     | —                  | pde5            |

Any 1966
| Colla                                 | 1a ronda | 2a ronda | 3a ronda | Ronda de repetició | Ronda de pilars |
| ------------------------------------- | -------- | -------- | -------- | ------------------ | --------------- |
| Colla Vella dels Xiquets de Tarragona | 2de6     | 4de7     | 3de7 (c) | —                  | pde5            |
| Colla Nova de Sant Magí               | 2de6     | 4de7 (c) | 3de7 (i) | 3de7 (c)           | pde5            |

Any 1967
| Colla                                 | 1a ronda  | Ronda de repetició | 2a ronda   | Ronda de repetició | Ronda de pilars |
| ------------------------------------- | --------- | ------------------ | ---------- | ------------------ | --------------- |
| Colla Vella dels Xiquets de Tarragona | 4de7a (i) | 4de7 (i)           | 2de6       | —                  | pde4            |
| Colla Nova de Sant Magí               | 4de7 (i)  | 4de7               | 3de7ps (i) | 2de6               | pde5            |

Any 1968
| Colla                                 | 1a ronda | Ronda de repetició | 2a ronda | 3a ronda | Ronda de pilars |
| ------------------------------------- | -------- | ------------------ | -------- | -------- | --------------- |
| Colla Vella dels Xiquets de Tarragona | 3de7 (i) | 4de7 (i)           | 4de7     | 2de6     | pde5            |
| Colla Nova de Sant Magí               | 3de7 (i) | 3de7s (i)          | 4de7 (c) | 2de6     | pde5            |

Any 1969
| Colla                                 | 1a ronda   | 2a ronda | 3a ronda | Ronda de pilars |
| ------------------------------------- | ---------- | -------- | -------- | --------------- |
| Colla Vella dels Xiquets de Tarragona | 3de7 (c)   | 4de7 (c) | 2de6     | pde5            |
| Colla Nova de Sant Magí               | 3de7ps (i) | 4de7     | 2de6     | pde5            |

### Dècada del 1970
Any 1970
Primera actuació de la colla Xiquets de Tarragona, acabada de crear com a fusió de les dues agrupacions anteriors per part de l'Ajuntament com un intent per reflotar el nivell casteller tarragoní. La fusió va ser promoguda per Enric Olivé Martínez, president del Patronat Municipal de Castells.
| Colla                | 1a ronda | 2a ronda | 3a ronda | Ronda de pilars | Ronda de pilars |
| -------------------- | -------- | -------- | -------- | --------------- | --------------- |
| Xiquets de Tarragona | 4de7a    | 3de7     | 2de6     | pde5            | 2pd5            |

Any 1971
| Colla                | 1a ronda | 2a ronda | 3a ronda | Ronda de pilars | Ronda de pilars |
| -------------------- | -------- | -------- | -------- | --------------- | --------------- |
| Xiquets de Tarragona | 4de7a    | 3de7     | 2de6     | pde5            | 3pd5            |

Any 1972
| Colla                | 1a ronda  | 2a ronda | 3a ronda | Ronda de pilars |
| -------------------- | --------- | -------- | -------- | --------------- |
| Xiquets de Tarragona | 4de7a (c) | 3de7     | 2de6     | pde5 (c)        |

Any 1973
| Colla                | 1a ronda | 2a ronda | 3a ronda | Ronda de pilars | Ronda de pilars |
| -------------------- | -------- | -------- | -------- | --------------- | --------------- |
| Xiquets de Tarragona | 4de7 (c) | 3de7     | 2de6     | pde5            | pd5             |

Any 1974
| Colla                | 1a ronda | 2a ronda | 3a ronda | Ronda de pilars |
| -------------------- | -------- | -------- | -------- | --------------- |
| Xiquets de Tarragona | 3de7     | 4de7     | 2de6     | pde5            |

Any 1975
| Colla                | 1a ronda | 2a ronda | 3a ronda | Ronda de repetició | Ronda de pilars | Ronda de pilars |
| -------------------- | -------- | -------- | -------- | ------------------ | --------------- | --------------- |
| Xiquets de Tarragona | 3de7     | 4de7     | 2de7 (i) | 2de6               | pde5            | pde5            |

Any 1976
| Colla                | 1a ronda | 2a ronda | 3a ronda | Ronda de repetició | Ronda de pilars |
| -------------------- | -------- | -------- | -------- | ------------------ | --------------- |
| Xiquets de Tarragona | 3de7     | 4de7     | 2de6     | —                  | pde5            |

Any 1977
| Colla                | 1a ronda | 2a ronda | 3a ronda | Ronda de repetició | Ronda de pilars |
| -------------------- | -------- | -------- | -------- | ------------------ | --------------- |
| Xiquets de Tarragona | 3de7     | 4de7     | 2de6     | —                  | pde5            |

Any 1978
| Colla                | 1a ronda | 2a ronda | 3a ronda | Ronda de repetició | Ronda de pilars |
| -------------------- | -------- | -------- | -------- | ------------------ | --------------- |
| Xiquets de Tarragona | 3de7     | 4de7     | —        | —                  | pde5            |

Any 1979
| Colla                | 1a ronda | Ronda de repetició | 2a ronda | 3a ronda | Ronda de pilars |
| -------------------- | -------- | ------------------ | -------- | -------- | --------------- |
| Xiquets de Tarragona | 2de7 (i) | 2de7 (i)           | 3de7     | 4de7     | pde5            |

### Dècada del 1980
Any 1980
Actuà per primer cop la Colla Jove Xiquets de Tarragona, fundada l'any anterior. Es recupera la dualitat històrica a la ciutat.
| Colla                           | 1a ronda | 2a ronda | Ronda de repetició | 3a ronda | Ronda de pilars |
| ------------------------------- | -------- | -------- | ------------------ | -------- | --------------- |
| Xiquets de Tarragona            | 4de7p    | 2de7 (i) | 2de6               | 3de7     | pde5            |
| Colla Jove Xiquets de Tarragona | 4de6n    | 3de6     | —                  | 2de6 (i) | pde4            |

Any 1981
A causa de la pluja només es van poder aixecar els dos pilars de 5 al balcó.
Any 1982
| Colla                           | 1a ronda | 2a ronda | 3a ronda                   | Ronda de pilars |
| ------------------------------- | -------- | -------- | -------------------------- | --------------- |
| Xiquets de Tarragona            | 2de7 (c) | 3de7ps   | 4de7a                      | pde5            |
| Colla Jove Xiquets de Tarragona | 4de7p    | 5de7     | 3de7 i 4de7 (c) simultanis | pde5s           |

Any 1983
| Colla                           | 1a ronda  | Ronda de repetició | 2a ronda | 3a ronda | Ronda de pilars |
| ------------------------------- | --------- | ------------------ | -------- | -------- | --------------- |
| Xiquets de Tarragona            | 3de8 (id) | 4de8 (c)           | 2de7     | 3de7     | pde5            |
| Colla Jove Xiquets de Tarragona | 4de7p     | —                  | 2de7 (c) | 5de7 (i) | pde5            |

Any 1984

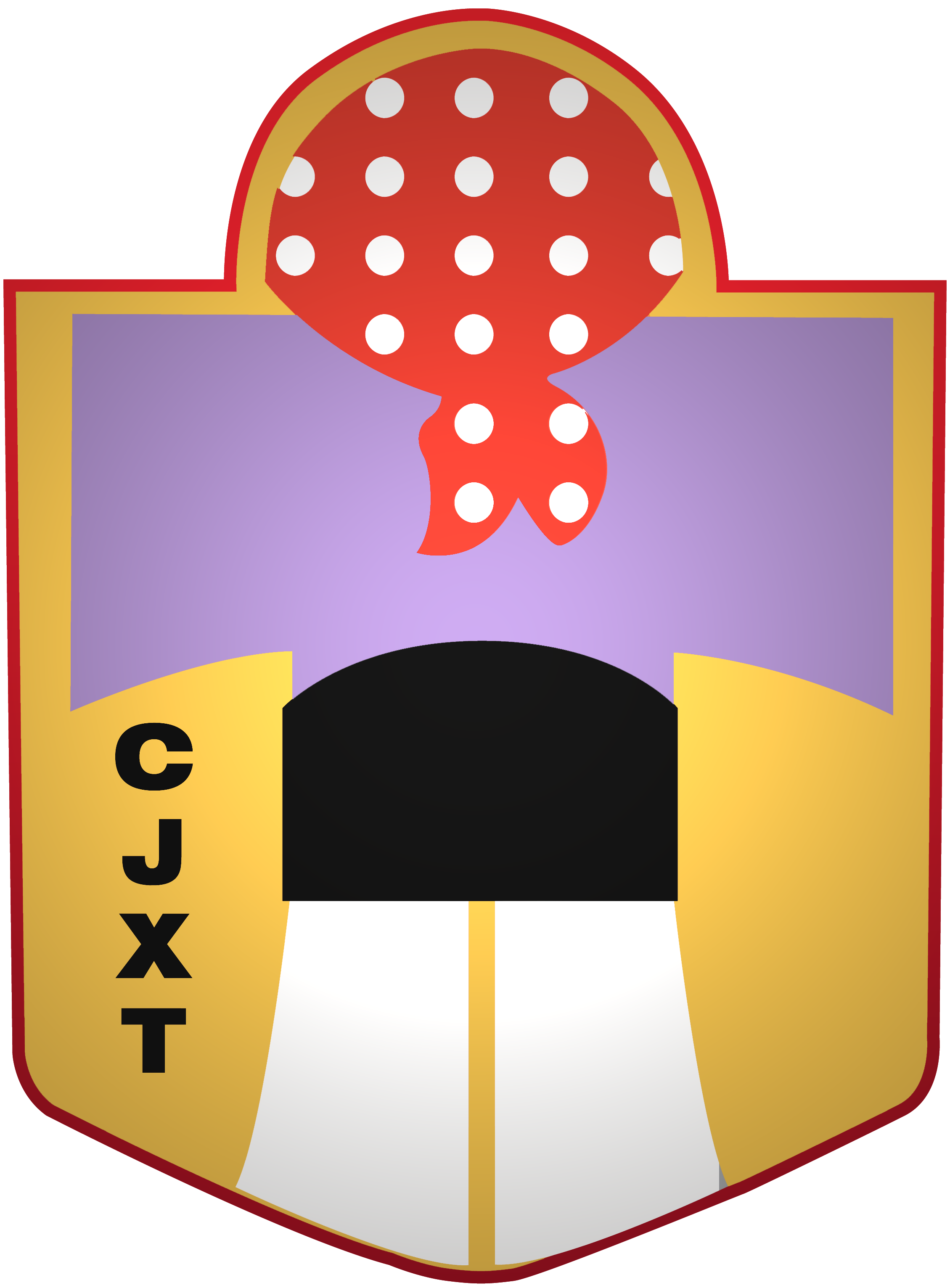
Escut de la Colla Jove Xiquets de Tarragona

Tarragona es convertia en la segona ciutat després de Valls a tindre dues colles castelleres capaces de descarregar el 4de8.
| Colla                           | 1a ronda | 2a ronda | Ronda de repetició | 3a ronda | Ronda de repetició | Ronda de pilars |
| ------------------------------- | -------- | -------- | ------------------ | -------- | ------------------ | --------------- |
| Xiquets de Tarragona            | 4de8     | 2de7 (c) | —                  | 3de8 (i) | 3de8 (i)           | pde5            |
| Colla Jove Xiquets de Tarragona | 4de8     | 2de7 (i) | 2de7 (c)           | 5de7     | —                  | pde5            |

Any 1985
| Colla                           | 1a ronda | Ronda de repetició | 2a ronda | 3a ronda | Ronda de pilars |
| ------------------------------- | -------- | ------------------ | -------- | -------- | --------------- |
| Xiquets de Tarragona            | 2de7     | —                  | 4de8     | 3de8 (i) | pde5            |
| Colla Jove Xiquets de Tarragona | pde6 (i) | pde6 (id)          | 4de8 (c) | 5de7     | pde6 (c)        |

Any 1986
| Colla                           | 1a ronda | Ronda de repetició | 2a ronda | 3a ronda | Ronda de pilars |
| ------------------------------- | -------- | ------------------ | -------- | -------- | --------------- |
| Xiquets de Tarragona            | 4de8     | —                  | 2de7     | 3de7ps   | pde5            |
| Colla Jove Xiquets de Tarragona | 4de8 (i) | 4de7p              | 2de7     | 5de7     | pde5            |

Any 1987
| Colla                           | 1a ronda | 2a ronda | 3a ronda    | Ronda de repetició | Ronda de pilars |
| ------------------------------- | -------- | -------- | ----------- | ------------------ | --------------- |
| Xiquets de Tarragona            | 4de8     | 2de7     | 3de7ps (id) | 3de7s              | pde5            |
| Colla Jove Xiquets de Tarragona | 2de7     | 4de8 (c) | 3de7ps (i)  | 3de7               | pde5 (c)        |

Any 1988
| Colla                           | 1a ronda | 2a ronda | 3a ronda | Ronda de pilars |
| ------------------------------- | -------- | -------- | -------- | --------------- |
| Xiquets de Tarragona            | 4de8     | 3de8 (c) | 5de7     | pde5            |
| Colla Jove Xiquets de Tarragona | 3de7ps   | 4de8     | 2de7     | pde5            |

Any 1989
Actuaren per primer cop els Xiquets del Serrallo, fundats l'any anterior.
| Colla                           | 1a ronda | Ronda de repetició | 2a ronda | 3a ronda  | Ronda de repetició | Ronda de pilars |
| ------------------------------- | -------- | ------------------ | -------- | --------- | ------------------ | --------------- |
| Xiquets de Tarragona            | 2de7     | —                  | 4de8     | 3de8 (i)  | 3de8 (c)           | pde5            |
| Colla Jove Xiquets de Tarragona | 4de8     | —                  | 2de7     | 3de8 (i)  | pde6 (c)           | pde5            |
| Xiquets del Serrallo            | 4de7 (i) | 4de7 (c)           | 2de6     | 3de7s (i) | —                  | pde4            |

### Dècada del 1990
Any 1990
| Colla                           | 1a ronda  | Ronda de repetició | 2a ronda | Ronda de repetició | 3a ronda | Ronda de pilars |
| ------------------------------- | --------- | ------------------ | -------- | ------------------ | -------- | --------------- |
| Xiquets de Tarragona            | 2de7 (id) | 2de7               | 3de8 (i) | 3de7               | 4de7p    | pde5            |
| Colla Jove Xiquets de Tarragona | 2de8f (c) | —                  | 3de8     | —                  | 4de8     | pde5            |
| Xiquets del Serrallo            | 5de7 (i)  | 3de7ps (i)         | 2de6     | —                  | 3de7     | pde5            |

Any 1991
Actuaren per primer cop els Castellers de Sant Pere i Sant Pau, fundats l'any anterior.
| Colla                              | 1a ronda  | 2a ronda | 3a ronda | Ronda de pilars |
| ---------------------------------- | --------- | -------- | -------- | --------------- |
| Xiquets de Tarragona               | 4de8 (c)  | 2de7     | 3de7     | pde5            |
| Colla Jove Xiquets de Tarragona    | 2de8f (c) | 3de8 (i) | 5de7     | pde5            |
| Xiquets del Serrallo               | 4de7 (i)  | 4de7     | 3de7 (c) | pde5            |
| Castellers de Sant Pere i Sant Pau | 2de6      | 4de7     | 3de7 (i) | pde5 (id)       |

Any 1992
| Colla                              | 1a ronda  | 2a ronda  | 3a ronda | Ronda de repetició | Ronda de repetició | Ronda de pilars |
| ---------------------------------- | --------- | --------- | -------- | ------------------ | ------------------ | --------------- |
| Xiquets de Tarragona               | 2de7 (c)  | 4de8      | 5de7     | —                  | —                  | pde5            |
| Colla Jove Xiquets de Tarragona    | 2de8f     | 3de8 (c)  | 4de8     | —                  | —                  | pde5            |
| Xiquets del Serrallo               | 2de7 (i)  | 2de7 (i)  | 3de7     | 5de7 (i)           | 2de6               | pde5            |
| Castellers de Sant Pere i Sant Pau | 3de7 (id) | 3de7 (id) | 4de7     | 3de7 (i)           | —                  | pde5            |

Any 1993
En aquest any la Colla Jove actuà en solitari el dia 26 perquè el dia de la patrona havia plogut. Es va carregar el primer castell de 9 de la Colla Jove.
| Colla                           | 1a ronda  | 2a ronda | 3a ronda | Ronda de pilars |
| ------------------------------- | --------- | -------- | -------- | --------------- |
| Colla Jove Xiquets de Tarragona | 4de9f (c) | 2de8f    | 5de8     | pde5            |

Any 1994
La diada fou traslladada al diumenge 25 de setembre a causa de la pluja del dia de la patrona.
| Colla                              | 1a ronda | 2a ronda  | 3a ronda | Ronda de repetició | Ronda de pilars |
| ---------------------------------- | -------- | --------- | -------- | ------------------ | --------------- |
| Xiquets de Tarragona               | 2de7     | 3de8 (c)  | 4de8     | —                  | pde5            |
| Colla Jove Xiquets de Tarragona    | 3de9f    | 4de9f     | 5de8     | —                  | pde5            |
| Xiquets del Serrallo               | 3de7     | 2de7 (id) | 2de6     | 4de7a              | pde5            |
| Castellers de Sant Pere i Sant Pau | 4de7p    | 5de7 (id) | 2de7 (i) | 5de7               | pde5            |

Any 1995
| Colla                              | 1a ronda   | 2a ronda  | 3a ronda  | Ronda de repetició | Ronda de repetició | Ronda de pilars |
| ---------------------------------- | ---------- | --------- | --------- | ------------------ | ------------------ | --------------- |
| Xiquets de Tarragona               | 2de8f (id) | 2de8f     | 3de8      | 4de8               | —                  | pde6 (c)        |
| Colla Jove Xiquets de Tarragona    | 3de9f      | 5de9f (i) | 4de9f (i) | 4de8               | —                  | pde6 (c)        |
| Xiquets del Serrallo               | 4de7p (id) | 4de7p     | 5de7      | 2de7 (i)           | 3de7 (id)          | pde5            |
| Castellers de Sant Pere i Sant Pau | 5de7       | 4de8 (i)  | 4de7p     | 2de7 (i)           | —                  | pde5            |

Any 1996
| Colla                              | 1a ronda   | 2a ronda   | 3a ronda  | Ronda de repetició | Ronda de pilars |
| ---------------------------------- | ---------- | ---------- | --------- | ------------------ | --------------- |
| Xiquets de Tarragona               | 2de8f      | 3de9f (i)  | 3de8      | 4de8               | pde5            |
| Colla Jove Xiquets de Tarragona    | 4de9f (id) | 4de9f (i)  | 2de8f (c) | 4de8               | pde5            |
| Xiquets del Serrallo               | 5de7 (c)   | 3de7ps (i) | 3de7      | —                  | pde5            |
| Castellers de Sant Pere i Sant Pau | 4de8 (i)   | 5de7       | 4de7p (i) | 3de7               | pde5            |

Any 1997
| Colla                              | 1a ronda | 2a ronda   | 3a ronda | Ronda de repetició | Ronda de pilars |
| ---------------------------------- | -------- | ---------- | -------- | ------------------ | --------------- |
| Xiquets de Tarragona               | 2de8f    | 4de8p (c)  | 3de8     | —                  | pde7f           |
| Colla Jove Xiquets de Tarragona    | 5de8     | 4de9f (id) | 4de9f    | 4de8p              | pde7f           |
| Xiquets del Serrallo               | 3de7ps   | 4de8 (c)   | 2de7 (i) | 4de7p              | pde5            |
| Castellers de Sant Pere i Sant Pau | 5de7     | 2de7 (i)   | 3de7     | 2de7 (id)          | pde5            |

Any 1998
La diada es va suspendre a causa de la pluja sense haver-se acabat la primera ronda.
| Colla                              | 1a ronda   |
| ---------------------------------- | ---------- |
| Xiquets de Tarragona               | 3de9f (id) |
| Colla Jove Xiquets de Tarragona    | 5de9f (i)  |
| Castellers de Sant Pere i Sant Pau | 2de6       |

Any 1999
| Colla                              | 1a ronda   | 2a ronda   | 3a ronda   | Ronda de repetició | Ronda de repetició | Ronda de pilars |
| ---------------------------------- | ---------- | ---------- | ---------- | ------------------ | ------------------ | --------------- |
| Xiquets de Tarragona               | 5de8       | 3de9f      | 2de8f (id) | 2de8f (i)          | —                  | pde5            |
| Colla Jove Xiquets de Tarragona    | 4de9f (i)  | 4de9f (c)  | 3de9f (c)  | 2de8f              | —                  | pde6(c)         |
| Xiquets del Serrallo               | 5de7       | 2de7 (i)   | 4de7p      | 2de7 (c)           | —                  | pde5            |
| Castellers de Sant Pere i Sant Pau | 4de7p (id) | 4de7p (id) | 3de7 (id)  | 3de7               | 2de6               | pde5            |

### Dècada del 2000
Any 2000
| Colla                              | 1a ronda  | 2a ronda | 3a ronda | Ronda de repetició | Ronda de pilars |
| ---------------------------------- | --------- | -------- | -------- | ------------------ | --------------- |
| Xiquets de Tarragona               | 3de9f (i) | 2de7     | 3de8     | 4de8               | pde5            |
| Colla Jove Xiquets de Tarragona    | 3de9f (i) | 2de7     | 3de8     | 4de8               | pde5            |
| Xiquets del Serrallo               | 5de7      | 2de7 (i) | 2de7 (i) | 3de7               | pde5            |
| Castellers de Sant Pere i Sant Pau | 3de7      | 4de7p    | 4de7     | —                  | pde5            |

Any 2001
| Colla                              | 1a ronda  | 2a ronda  | 3a ronda   | Ronda de repetició | Ronda de pilars |
| ---------------------------------- | --------- | --------- | ---------- | ------------------ | --------------- |
| Xiquets de Tarragona               | 2de8f     | 4de8a (i) | 3de8       | 4de8               | pde5            |
| Colla Jove Xiquets de Tarragona    | 4de9f (i) | 4de9f (i) | 4de8       | 2de8f(c)           | pde5            |
| Xiquets del Serrallo               | 3de7      | 5de7 (id) | 4de7p (id) | 4de7p (c)          | pde5            |
| Castellers de Sant Pere i Sant Pau | 4de7p     | 5de7      | 3de7       | —                  | pde5            |

Any 2002
| Colla                              | 1a ronda  | 2a ronda   | 3a ronda  | Ronda de repetició | Ronda de pilars |
| ---------------------------------- | --------- | ---------- | --------- | ------------------ | --------------- |
| Xiquets de Tarragona               | 3de8      | 4de8p (id) | 4de8p (i) | 4de8               | pde5            |
| Colla Jove Xiquets de Tarragona    | 3de9f (i) | 4de8p (c)  | 2de8f     | —                  | pde5            |
| Xiquets del Serrallo               | 3de7      | 5de7       | 4de7p     | —                  | pde5            |
| Castellers de Sant Pere i Sant Pau | 5de7      | 4de7p (id) | 4de7p (i) | 3de7               | pde5            |

Any 2003
| Colla                              | 1a ronda  | 2a ronda  | 3a ronda | Ronda de repetició | Ronda de pilars |
| ---------------------------------- | --------- | --------- | -------- | ------------------ | --------------- |
| Xiquets de Tarragona               | 2de8f (c) | 3de8 (i)  | 4de8     | 3de8 (c)           | pde5            |
| Colla Jove Xiquets de Tarragona    | 2de8f     | 5de8 (id) | 5de8     | 4de8p              | pde5            |
| Xiquets del Serrallo               | 5de7(i)   | 4de6p     | 3de7 (c) | —                  | pde4            |
| Castellers de Sant Pere i Sant Pau | 5de7 (c)  | 4de7p     | 3de7     | —                  | pde5            |

Any 2004
| Colla                              | 1a ronda  | 2a ronda | 3a ronda | Ronda de repetició | Ronda de pilars |
| ---------------------------------- | --------- | -------- | -------- | ------------------ | --------------- |
| Xiquets de Tarragona               | 3de8      | 2de8f    | 4de8     | —                  | pde5            |
| Colla Jove Xiquets de Tarragona    | 3de9f(id) | 4de8     | 5de8     | 2de8f              | pde5            |
| Xiquets del Serrallo               | 3de7 (i)  | 4de6p    | 3de6     | 4de6               | pde4            |
| Castellers de Sant Pere i Sant Pau | 5de7 (id) | 3de7     | 4de7     | 2de6               | pde5            |

Any 2005
| Colla                              | 1a ronda  | 2a ronda   | 3a ronda | Ronda de repetició | Ronda de pilars |
| ---------------------------------- | --------- | ---------- | -------- | ------------------ | --------------- |
| Xiquets de Tarragona               | 2de8f     | 5de8(i)    | 4de8     | 3de9f (i)          | pde5            |
| Colla Jove Xiquets de Tarragona    | 5de8      | 3de9f (id) | 2de8f    | 3de8               | pde6 (i)        |
| Xiquets del Serrallo               | 4de7p     | 5de7 (id)  | 3de7     | 5de7 (i)           | pde4            |
| Castellers de Sant Pere i Sant Pau | 3de7 (id) | 3de7       | 2de6     | 4de7               | pde5            |

Any 2006

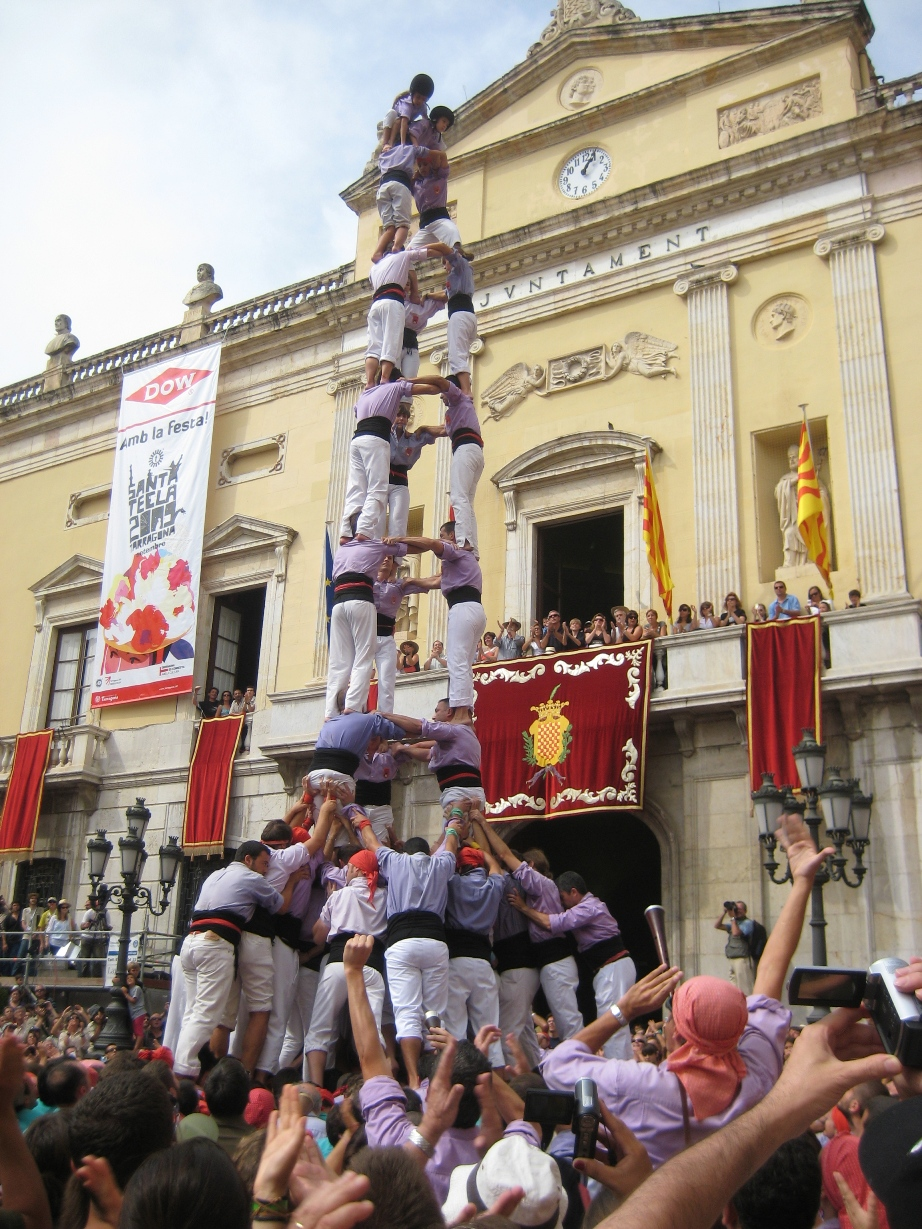
Tres de nou amb folre de la Colla Jove (2009)

En aquest any l'actuació no se celebrà per raons climatològiques.
Any 2007
| Colla                              | 1a ronda | 2a ronda  | 3a ronda | Ronda de repetició | Ronda de pilars |
| ---------------------------------- | -------- | --------- | -------- | ------------------ | --------------- |
| Xiquets de Tarragona               | 2de8f    | 3d9f      | 4de8     | —                  | pde5            |
| Colla Jove Xiquets de Tarragona    | 2de8f    | 3de9f (i) | 3de8     | 4de8               | pde5            |
| Xiquets del Serrallo               | 4de8 (i) | 3de7      | 5de7     | 4de7p              | pde5            |
| Castellers de Sant Pere i Sant Pau | 4de7p    | 2de7 (i)  | 4de7     | 3de7               | pde5            |

Any 2008
La diada no s'acabà per pluja.
| Colla                              | 1a ronda | 2a ronda | 3a ronda | Ronda de pilars |
| ---------------------------------- | -------- | -------- | -------- | --------------- |
| Xiquets de Tarragona               | 3de8     | 4de8 (c) | —        | pde5            |
| Colla Jove Xiquets de Tarragona    | 2de8f    | 3de8     | —        | pde5            |
| Xiquets del Serrallo               | 5de7     | 2de7(i)  | 3de7     | pde4            |
| Castellers de Sant Pere i Sant Pau | 4de7p    | 3de7p(i) | 4de7     | pde5            |

Any 2009
| Colla                              | 1a ronda   | 2a ronda  | 3a ronda   | Ronda de repetició | Ronda de repetició | Ronda de pilars |
| ---------------------------------- | ---------- | --------- | ---------- | ------------------ | ------------------ | --------------- |
| Xiquets de Tarragona               | 3de9f (c)  | 4de8      | 2de7       | —                  | —                  | pd6 (c)         |
| Colla Jove Xiquets de Tarragona    | 5de8       | 3de9f     | 2de8f      | —                  | —                  | pde5            |
| Xiquets del Serrallo               | 4de7p      | 5de7 (id) | 5de7 (c)   | 3de7               | —                  | pde4            |
| Castellers de Sant Pere i Sant Pau | 4de7p (id) | 4de7p     | 3de7p (id) | 3de7p              | 3de7               | pde5            |

### Dècada del 2010
Any 2010
| Colla                              | 1a ronda  | 2a ronda  | 3a ronda   | Ronda de repetició | Ronda de pilars |
| ---------------------------------- | --------- | --------- | ---------- | ------------------ | --------------- |
| Xiquets de Tarragona               | 4de8 (id) | 4de8      | 2de7       | 5de7               | pde5            |
| Colla Jove Xiquets de Tarragona    | 5de8      | 3de9f     | 4de9f      |                    | pde5            |
| Xiquets del Serrallo               | 4de7p     | 5de7 (id) | 3de7       | —                  | pde4            |
| Castellers de Sant Pere i Sant Pau | 4de7p     | 5de7      | 3de7p (id) | 4de7               | pde5            |

Any 2011
| Colla                              | 1a ronda  | 2a ronda | 3a ronda  | Ronda de repetició | Ronda de pilars |
| ---------------------------------- | --------- | -------- | --------- | ------------------ | --------------- |
| Xiquets de Tarragona               | 5de8      | 4de9f    | 3de9f     | —                  | pde5            |
| Colla Jove Xiquets de Tarragona    | 5de9f (c) | 4de9f    | 3de9f (c) | —                  | pde5            |
| Xiquets del Serrallo               | 4de7p     | 5de7     | 7de (id)  | 7de7 (i)           | pde5            |
| Castellers de Sant Pere i Sant Pau | 5de7      | 2de7 (c) | 4de7p     | —                  | pde5            |

Any 2012
| Colla                              | 1a ronda | 2a ronda | 3a ronda   | Ronda de repetició | Ronda de pilars |
| ---------------------------------- | -------- | -------- | ---------- | ------------------ | --------------- |
| Xiquets de Tarragona               | 5de8     | 3de9f    | 4de9f      | —                  | pde5            |
| Colla Jove Xiquets de Tarragona    | 3de9f    | 4de9f    | 4de8p      | —                  | pde7f (c)       |
| Xiquets del Serrallo               | 5de7     | 7de7 (i) | 4de7p (id) | 4de7p              | pde5            |
| Castellers de Sant Pere i Sant Pau | 3de7p    | 2de7     | 5de7       | —                  | pde5            |

Any 2013
| Colla                              | 1a ronda | 2a ronda | 3a ronda | Ronda de repetició | Ronda de pilars |
| ---------------------------------- | -------- | -------- | -------- | ------------------ | --------------- |
| Xiquets de Tarragona               | 3de9f    | 4de9f    | 5de8     | —                  | pde5            |
| Colla Jove Xiquets de Tarragona    | 3de9f    | 5de9f    | 4de9f    | —                  | pde8fm (i)      |
| Xiquets del Serrallo               | 5de7     | 7de7     | 4de7p    | —                  | pde5 (i)        |
| Castellers de Sant Pere i Sant Pau | 2de7     | 4de8 (i) | 5de7     | 4de7p              | pde5            |

Any 2014
| Colla                              | 1a ronda | 2a ronda  | 3a ronda | Ronda de repetició | Ronda de pilars |
| ---------------------------------- | -------- | --------- | -------- | ------------------ | --------------- |
| Xiquets de Tarragona               | 3de9f    | 4de9f     | 5de8     | —                  | pde7f           |
| Colla Jove Xiquets de Tarragona    | 9de8     | 2de9fm(i) | 5de9f    | 3de9f              | pde8fm (c)      |
| Xiquets del Serrallo               | 7de7     | 4de8 (i)  | 3de7     | 5de7               | pde5            |
| Castellers de Sant Pere i Sant Pau | 2de7     | 3de8 (c)  | 7de7     | —                  | pde5            |

Any 2015
| Colla                              | 1a ronda | 2a ronda   | 3a ronda  | Ronda de repetició | Ronda de pilars |
| ---------------------------------- | -------- | ---------- | --------- | ------------------ | --------------- |
| Xiquets de Tarragona               | 3de9f    | 5de9f (c)  | 4de9f     | —                  | pde6            |
| Colla Jove Xiquets de Tarragona    | 3de9f    | 5de9f (id) | 5de9f (i) | 4de8               | pde5            |
| Xiquets del Serrallo               | 5de7     | 2de7 (c)   | 4de8 (i)  | —                  | pde5            |
| Castellers de Sant Pere i Sant Pau | 2de7     | 3de8       | 4de8      | —                  | pde5            |

Any 2016
| Colla                              | 1a ronda  | 2a ronda  | 3a ronda  | Ronda de repetició | Ronda de pilars |
| ---------------------------------- | --------- | --------- | --------- | ------------------ | --------------- |
| Xiquets de Tarragona               | 3de9f (i) | 4d8       | 3d8       | —                  | pde5            |
| Colla Jove Xiquets de Tarragona    | 5d9f      | 3d9fp (c) | 9d8       | —                  | pde5            |
| Xiquets del Serrallo               | 5de7 (id) | 5d7p (id) | 3d7p      | 3d7                | pde5            |
| Castellers de Sant Pere i Sant Pau | 2de7      | 3de8      | 4de8 (id) | 4d8                | pde5            |

Any 2017
| Colla                              | 1a ronda | 2a ronda | 3a ronda | Ronda de pilars |
| ---------------------------------- | -------- | -------- | -------- | --------------- |
| Xiquets de Tarragona               | 3d9f     | 4d9f(c)  | 4d8p     | pd8fm(i)        |
| Colla Jove Xiquets de Tarragona    | 5d9f     | 3d9fa(c) | 2d9fm    | pd8fm           |
| Xiquets del Serrallo               | 3d7p     | 4d7p     | 5d7      | pd5             |
| Castellers de Sant Pere i Sant Pau | 3d8      | 4d8      | 2d7      | pd7f            |

Any 2018
| Colla                              | 1a ronda    | 2a ronda   | 3a ronda | Ronda de repetició | Ronda de repetició | Ronda de pilars |
| ---------------------------------- | ----------- | ---------- | -------- | ------------------ | ------------------ | --------------- |
| Xiquets de Tarragona               | 5de8 (id)   | 5de8       | 3de9f    | 4d9f(id)           | 4d8                | pd5             |
| Colla Jove Xiquets de Tarragona    | 3de10fm (c) | 4d9fa (id) | 9de8     | 4de9f (id)         | —                  | pd8fm (c)       |
| Xiquets del Serrallo               | 5de7        | 2de7 (i)   | 3de7     | 4de7               | —                  | pd5             |
| Castellers de Sant Pere i Sant Pau | 3d8         | 2de7       | 4de8     | —                  | —                  | pde5            |

Any 2019
| Colla                              | 1a ronda  | 2a ronda   | 3a ronda   | Ronda de repetició | Ronda de repetició | Ronda de pilars |
| ---------------------------------- | --------- | ---------- | ---------- | ------------------ | ------------------ | --------------- |
| Xiquets de Tarragona               | 5de8 (id) | 5de8 (id)  | 3de9f (id) | 4d8                | 3d8                | pde5            |
| Colla Jove Xiquets de Tarragona    | 9de8      | 4de9fa (i) | 3de9f (c)  | 4de8               | —                  | pde7f           |
| Xiquets del Serrallo               | 2de7 (id) | 2de7       | 3de8 (id)  | 3de8 (id)          | 4d7p               | pd5             |
| Castellers de Sant Pere i Sant Pau | 3d8       | 2de8f      | 4de8 (c)   | —                  | —                  | pd6             |

### Any 2020
Diada suspesa, com la resta de festes de Santa Tecla, amb motiu de la pandèmia de la covid-19.
Any 2021
L'any 2021 la diada de Santa Tecla va consistir en l'aixecament d'un castell i de pilars de comiat per part de les quatre colles de la ciutat.
| Colla                              | 1a ronda | Ronda de pilars      |
| ---------------------------------- | -------- | -------------------- |
| Xiquets de Tarragona               | 3d7      | Pde5, pde4 (c), pde4 |
| Colla Jove Xiquets de Tarragona    | 3de7     | Vde5                 |
| Xiquets del Serrallo               | 4de6a    | Vde5                 |
| Castellers de Sant Pere i Sant Pau | 3de7     | Vde5                 |

Any 2022
La diada es va suspendre a causa de les condicions climatològiques.
Any 2023
| Colla                              | 1a ronda  | 2a ronda   | 3a ronda  | Ronda de repetició | Ronda de pilars |
| ---------------------------------- | --------- | ---------- | --------- | ------------------ | --------------- |
| Xiquets de Tarragona               | 3d9f (id) | 4d9f(c)    | —         | 3d8                | pde5            |
| Colla Jove Xiquets de Tarragona    | 3d9f      | 2d9fm (id) | 2d9fm (c) | 4d9f               | pd6             |
| Xiquets del Serrallo               | 5d7       | 7d7 (id)   | 7d7       | 2d7 (i)            | pde5            |
| Castellers de Sant Pere i Sant Pau | 3d8       | 2d7        | 4d8       | —                  | pde5            |

Any 2024
| Colla                              | 1a ronda | 2a ronda | 3a ronda | Ronda de repetició | Ronda de pilars |
| ---------------------------------- | -------- | -------- | -------- | ------------------ | --------------- |
| Xiquets de Tarragona               | 5d8(id)  | 5d8      | 7d8      | 4d8                | pde5            |
| Colla Jove Xiquets de Tarragona    | 3d9f     | 4d9f     | 5d8      | —                  | pd8fm (c)       |
| Xiquets del Serrallo               | 4d7p     | 5d7      | 7d7      | —                  | pde5            |
| Castellers de Sant Pere i Sant Pau | 3d8      | 4d8      | 2d7      | —                  | pde5            |

- Llegenda: (f) folre, (m) manilles, (c) carregat, (i) intent, (id) intent desmuntat, (ps) per sota, (p) amb el pilar.